# Championnat de France amateurs de football 1947-1948
Navigation
CFA 1946-1947 Division nationale 1948-1949
Le championnat de France amateurs de football 1947-1948 est la 10e édition du championnat de France amateurs, organisé par la Fédération française de football.
La compétition est remportée par le Stade de Reims.

## Participants
Les 14 participants sont les vainqueurs des championnats régionaux (Division d'Honneur) :
- Champion d'Alsace : RC Strasbourg
- Champion d'Auvergne : RC Vichy
- Champion de Bourgogne : FC Gueugnon
- Champion du Centre : AS Orléans
- Champion du Centre-Ouest : Chamois niortais FC
- Champion de Lorraine : SO Merlebach
- Champion du Lyonnais : FC Annecy
- Champion du Midi : SO Mazamet
- Champion du Nord : US Bruay
- Champion du Nord-Est : Stade de Reims
- Champion de Normandie : SM Caen
- Champion de l'Ouest : Stade rennais UC
- Champion de Paris : AS Amicale
- Champion du Sud-Ouest : Stade montois

## Phase de groupes
Les vainqueurs régionaux sont répartis en deux groupes de sept équipes. Les vainqueurs des deux groupes s'affrontent ensuite en finale pour désigner le champion de France amateurs.

### Groupe A
| Rang | Équipe              | Pts | J | G | N | P | Bp | Bc | GA    |
| ---- | ------------------- | --- | - | - | - | - | -- | -- | ----- |
| 1    | AS Orléans          | 10  | 6 | 4 | 2 | 0 | 20 | 4  | 5     |
| 2    | Chamois niortais FC | 10  | 6 | 5 | 0 | 1 | 17 | 10 | 1,7   |
| 3    | Stade montois       | 7   | 6 | 3 | 1 | 2 | 19 | 11 | 1,727 |
| 4    | Stade rennais UC    | 6   | 6 | 3 | 0 | 3 | 12 | 12 | 1     |
| 5    | US Bruay            | 5   | 6 | 2 | 1 | 3 | 12 | 13 | 0,923 |
| 6    | SM Caen             | 2   | 6 | 1 | 0 | 5 | 13 | 33 | 0,394 |
| 7    | SO Mazamet          | 2   | 6 | 1 | 0 | 5 | 6  | 16 | 0,375 |

### Groupe B
| Rang | Équipe         | Pts | J | G | N | P | Bp | Bc | GA    |
| ---- | -------------- | --- | - | - | - | - | -- | -- | ----- |
| 1    | Stade de Reims | 11  | 6 | 5 | 1 | 0 | 17 | 2  | 8,5   |
| 2    | FC Annecy      | 7   | 6 | 3 | 1 | 2 | 12 | 11 | 1,091 |
| 3    | AS Amicale     | 6   | 6 | 3 | 0 | 3 | 13 | 9  | 1,444 |
| 4    | SO Merlebach   | 6   | 6 | 2 | 2 | 2 | 14 | 11 | 1,273 |
| 5    | RC Strasbourg  | 5   | 6 | 2 | 1 | 3 | 11 | 13 | 0,846 |
| 6    | FC Gueugnon    | 4   | 6 | 2 | 0 | 4 | 13 | 16 | 0,813 |
| 7    | RC Vichy       | 3   | 6 | 1 | 1 | 4 | 8  | 26 | 0,308 |

## Finale
Le Stade de Reims remporte le championnat de France amateurs.
| 13 juin 1948 | Stade de Reims                         | 3 – 1   | AS Orléans      | Tours                                     |                                           |
|              | Moine 29e · Penverne 68e · Palluch 78e | (1 – 1) | 38e (csc) Colau | Spectateurs : 7 100 Arbitrage : M. Lieuze | Spectateurs : 7 100 Arbitrage : M. Lieuze |